# Marmaduke Alexander Lawson
Marmaduke Alexander Lawson (1840 – 1896) fue un botánico Colonial de India, y director de las plantaciones de Cinchona del Gobierno de Madrás . Recolectó y catalogó numerosas (134) especies vegetales hindúes, participando en numerosas expediciones botánicas.
Obtuvo su MA en el Trinity College, Cambridge.

## Algunas publicaciones
- 1894. Notes on a journey from Haveri to Kumta in May 1894. Volumen 1, Nº 4 de Records of the Botanical Survey of India. Ed. Office of the Supt. of Govt. Print. 60 pp. Reeditó Periodical Experts Book Agency, 1978. 60 pp.

## Honores
- Miembro electo de la Sociedad linneana de Londres
- La abreviatura «M.A.Lawson» se emplea para indicar a Marmaduke Alexander Lawson como autoridad en la descripción y clasificación científica de los vegetales.[1]